# Hans Raum
Hans (Johannes) Raum (* 1. November 1883 in Hilpoltstein; † 20. Oktober 1976 in Freising) war ein deutscher Pflanzenbauwissenschaftler und Agrarhistoriker.

## Leben und Wirken
Raum studierte Landwirtschaft an der Technischen Hochschule München und promovierte dort 1906 mit einer Dissertation über morphologische Veränderungen der Getreidekörner in Abhängigkeit von klimatischen Bedingungen. Anschließend war er als Saatzuchtinspektor tätig. Seit 1912 arbeitete er bei der Bayerischen Landessaatzuchtanstalt Weihenstephan. 1921 folgte er einem Ruf als Professor für Landwirtschaft an die Hochschule für Landwirtschaft und Brauerei in Weihenstephan. Hier vertrat er die Fachgebiete Pflanzenzüchtung, Saatgutkunde und Grünlandwirtschaft. 1934 wurde er aus politischen Gründen vorzeitig in den Ruhestand versetzt. Von 1946 bis zu seiner Emeritierung im Jahre 1949 war er Ordinarius und Direktor des Instituts für Acker- und Pflanzenbau der Technischen Hochschule München in Weihenstephan.
Große Verdienste erwarb sich Raum um die Erhaltung und Vermehrung älteren Genmaterials für die Pflanzenzüchtung. Nachhaltig förderte er den Futterbau und die Grünlandwirtschaft in Bayern. Seine Buchveröffentlichungen waren vornehmlich praxisorientierte Schriften. Nach seiner Emeritierung hat er über zwanzig Jahre lang die Geschichte der Agrarwissenschaften in Weihenstephan und München erforscht und die Ergebnisse seiner Studien in einer Vielzahl von Publikationen veröffentlicht. Die meisten dieser Beiträge erschienen im Bayerischen Landwirtschaftlichen Jahrbuch und in einer von ihm selbst herausgegebenen Schriftenreihe unter dem Titel Beiträge zur Geschichte von Weihenstephan.
Raum war nach dem Zweiten Weltkrieg erster Dekan der Landwirtschaftlichen Fakultät der Technischen Hochschule München und Träger des Bayerischen Verdienstordens (Verleihung 1963). Darüber hinaus war er 1946 Mitglied der Verfassunggebenden Landesversammlung Bayerns. In Freising ist eine Straße nach ihm benannt.
Hans Raum wurde während seines Studiums am 24. November 1902 Mitglied der katholischen Studentenverbindung K.D.St.V. Vindelicia München im CV.

## Schriften
- Der Ackerfutterbau. Freising 1923 = Weihenstephaner Schriftensammlung für praktische Landwirte H. 12.
- Die Wiesenunkräuter und ihre Bekämpfung. Freising 1923, 2. Aufl. ebd. 1929.
- Die guten Wiesenpflanzen und ihre Pflege. Freising 1925 = Praktische Landwirte-Bücherei.
- Beiträge zur Geschichte von Weihenstephan H. 1–13, Weihenstephan 1954–1973. – In dieser Schriftenreihe (H. 10, 1967) hat Raum seine Lebenserinnerungen veröffentlicht.